# Gran Premio Palio del Recioto 2006
Il Gran Premio Palio del Recioto 2006, quarantacinquesima edizione della corsa e valida come evento dell'UCI Europe Tour 2006 categoria 1.2, si svolse il 18 aprile 2006 su un percorso di 149 km. Fu vinto dall'italiano Ermanno Capelli che terminò la gara in 4h03'00", alla media di 36,79 km/h.

## Ordine d'arrivo (Top 10)
| Pos. | Corridore            | Squadra        | Tempo    |
| ---- | -------------------- | -------------- | -------- |
| 1    | Ermanno Capelli      | Unidelta       | 4h03'00" |
| 2    | Jonas Aaen Jørgensen | Team GLS       | a 10"    |
| 3    | Marco Corti          | Bergamasca     | s.t.     |
| 4    | Jure Kocjan          | Radenska       | s.t.     |
| 5    | Francesco Gavazzi    | Unidelta       | s.t.     |
| 6    | Alessandro Colò      | Promociclo     | s.t.     |
| 7    | Filippo Savini       | Filmop         | s.t.     |
| 8    | Daniel McConnell     | SouthAustralia | s.t.     |
| 9    | Luca Zanderigo       | Filmop         | s.t.     |
| 10   | Alessandro Rocca     | Unidelta       | s.t.     |